# NK Lasta Gudovac
NK Lasta je nogometni klub iz Gudovca. U sezoni 2024./25. natječe se u 1. ŽNL Bjelovarsko-bilogorskoj.

## Vanjske poveznice
- Profil, HNS Semafor